# Walter De Greef
Walter De Greef (Beringen, 13 november 1957) is een oud-voetballer uit België.
De Greef, een centrale verdediger, begon bij de jeugd van KFC Flandria Paal en later van Beringen FC. Deze club voetbalde in de Eerste klasse van België. De Greef kwam in 1975 in het eerste elftal van de club. Vervolgens speelde de blonde verdediger nog zes seizoenen voor Beringen FC.
In 1981 kocht RSC Anderlecht hem. De Greef werd meteen een vaste waarde en won tijdens zijn tweede seizoen voor Anderlecht de UEFA-Cup met de Brusselse club. In 1985 en 1986 werd hij landskampioen met RSC Anderlecht.
In 1986 vertrok De Greef naar Oostenrijk. Daar speelde de centrale verdediger één seizoen voor Wiener Sport-Club. In 1987 keerde hij terug naar België.
Zo kwam de ondertussen 30-jarige verdediger terecht bij KSC Lokeren. Hij beëindigde zijn carrière als voetballer bij Patro Eisden.
Na zijn carrière was De Greef de maître in zijn restaurant "het Pannenhuis" te Heppen, waar hij met een kwinkslag over zijn voetbalcarrière vertelde. Zijn vrouw Nicole stond aan zijn zijde. Later ging hij de catering verzorgen voor de businessseats bij RSC Anderlecht.

## Interlandcarrière
De Greef speelde vijf keer in het Belgisch voetbalelftal en maakte deel uit van het elftal op het Europees kampioenschap voetbal 1984 in Frankrijk. Onder leiding van bondscoach Guy Thys maakte hij zijn debuut voor de Belgen op 17 april 1984, in een vriendschappelijke wedstrijd tegen Polen (0-1), net als Leo Van der Elst (Antwerp FC).
| Interlands van Walter De Greef | Interlands van Walter De Greef | Interlands van Walter De Greef | Interlands van Walter De Greef | Interlands van Walter De Greef | Interlands van Walter De Greef |
| №                              | Datum                          | Wedstrijd                      | Uitslag                        | Competitie                     | Goals                          |
| Als speler van RSC Anderlecht  | Als speler van RSC Anderlecht  | Als speler van RSC Anderlecht  | Als speler van RSC Anderlecht  | Als speler van RSC Anderlecht  | Als speler van RSC Anderlecht  |
| ------------------------------ | ------------------------------ | ------------------------------ | ------------------------------ | ------------------------------ | ------------------------------ |
| 1                              | 17 april 1984                  | Polen – België                 | 0 – 1                          | Vriendschappelijk              | 0                              |
| 2                              | 6 juni 1984                    | België – Hongarije             | 2 – 2                          | Vriendschappelijk              | 0                              |
| 3                              | 13 juni 1984                   | België – Joegoslavië           | 2 – 0                          | EK-eindronde                   | 0                              |
| 4                              | 16 juni 1984                   | Frankrijk – België             | 5 – 0                          | EK-eindronde                   | 0                              |
| 5                              | 19 juni 1984                   | België – Denemarken            | 2 – 3                          | EK-eindronde                   | 0                              |

## Erelijst
Anderlecht
- UEFA Cup

1983
1 Pfaff ·
2 Grün ·
3 Lambrichts ·
4 Clijsters ·
5 De Wolf ·
6 Vercauteren ·
7 Vandereycken ·
8 Claesen ·
9 Vandenbergh ·
10 Coeck ·
11 Ceulemans  ·
12 Munaron ·
13 Baecke ·
14 De Greef ·
15 Verheyen ·
16 Scifo ·
17 Voordeckers ·
18 Czerniatynski ·
19 Mommens ·
20 De Coninck ·
Coach: Thys